# Radio Navigation System

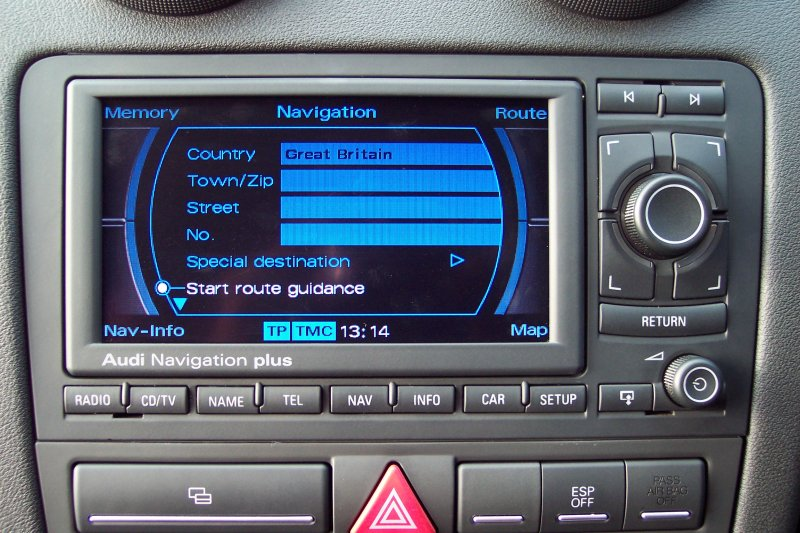
System RNS-E

Radio Navigation System, w skrócie RNS jest interfejsem użytkownika instalowanym w samochodach marki Audi jako alternatywa dla systemu Audi Concert oraz w samochodach marki Volkswagen. Choć podobny do Multi Media Interface, to stanowi całkiem odrębny system o węższej funkcjonalności.

## Pojęcie
RNS składa się z pojedynczego interfejsu montowanego w konsoli środkowej, na którym znajduje się kolorowy ekran oraz przyciski sterujące. Możliwe jest poszerzenie funkcjonalności o tuner TV, tuner radia satelitarnego, interface bluetooth, odbiornik GPS, zmieniarkę CD, kierownicę wielofunkcyjną, DIS. W przeciwieństwie do MMI nie stanowi integralnej części pojazdu i nie kontroluje żadnej z kluczowych jego funkcji. RNS-E jest często mylone z systemem MMI znanym z samochód Audi. Dzieje się tak ponieważ zarówno MMI jak i RNS-E używa tego samego ekranu powitalnego, na którym widnieje napis Multi Media Interface.

## Rodzaje
- RNS-D

Było oferowane przez Audi od grudnia 1999 do lutego 2004.
- RNS-E

W roku 2004 zastąpiło RNS-D i było oferowane aż do 2010.
- RNS-E 2010

W ofercie Audi od 2010 roku do 2016.

## Charakterystyka i funkcjonalność

### Cechy wspólne
- Montaż w konsoli centralnej
- Nawigacja satelitarna ze wsparciem dla dynamicznej nawigacji RDS/TMC
- Tuner radiowy
- Obsługa tunera TV
- Obsługa zewnętrznego sygnału A/V
- Obsługa zmieniarki CD
- GALA - wzmocnienie dźwięku wraz ze wzrostem prędkości pojazdu

### RNS-D
- 5-calowy kolorowy wyświetlacz o proporcji 4:3 i regulacji w dwóch płaszczyznach
- Dwa główne pokrętła nawigacyjne
- Czytnik CD-ROM dla map

### RNS-E / RNS-E 2010
- 7-calowy kolorowy wyświetlacz o proporcji 16:9
- Jedno główne pokrętło nawigacyjne oraz jedno mniejsze do regulacji głośności
- Dwa porty na karty pamięci SD (za ekranem)
- Czytnik CD/DVD dla map, aktualizacji oprogramowania i płyt audio (za ekranem)
- Obsługa tunera DVB-TV
- Obsługa radia satelitarnego
- Obsługa telefonu połączonego przez bluetooth
- Książka adresowa
- Sterowanie z kierownicy wielofunkcyjnej
- Współpraca z DIS
- Komunikacja z szyną CAN

RNS-E 2010 jest bardzo zbliżone do swojego poprzednika. Na pierwszy rzut oka ciężko dostrzec różnicę, jednak po kilku chwilach spędzonych z interfejsami można zauważyć, że nowszy działa o wiele szybciej, charakteryzuje się też wyższą rozdzielczością wyświetlacza, a także takimi detalami jak chromowane pokrętła oraz przycisk z oznaczeniem "Media" zamiast "CD/TV".

## Występowanie
System RNS był fabrycznie montowany w wielu pojazdach, zazwyczaj jako wyposażenie opcjonalne zamiast zwykłego radioodbiornika. Często był montowany przez właścicieli samochodów na własną rękę, z racji na popularność RNS na rynku wtórnym.
- RNS-D
  - Audi A2
  - Audi A3 (8L)
  - Audi A4 (B5, B6)
  - Audi A6 (C5)
  - Audi A8

- RNS-E
  - Audi A3 (8P)
  - Audi S3 (8P)
  - Audi A4 (późne B6, wszystkie B7)
  - Audi A6 (C5)
  - Audi R8
  - Audi TT (8J)
  - Lamborghini Gallardo

- RNS-E 2010
  - A3 (8P)
  - R8
  - TT (8J)
  - Lamborghini Gallardo
  - Seat Exeo

## Aktualizacje oprogramowania
Oprogramowanie dla RNS jest zamieszczone na płycie z mapą do nawigacji. Po jej włożeniu urządzenie samo rozpozna czy potrzebna jest aktualizacja, na podstawie numeru wersji dostępnego oprogramowania. Jeżeli aktualizacja będzie możliwa, użytkownik zostanie o tym poinformowany oraz pouczony o tym, czego nie zaleca się robić w czasie trwania procedury. Cała operacja trwa kilka minut, po których system jest gotowy do pracy.
Wersje oprogramowania:
- RNS-D
  - 10/09/2003

- RNS-E / RNS-E 2010
  - 0600
  - 0650 (razem z mapą 08/09)